# Mesoleptus vacuus
Mesoleptus vacuus là một loài tò vò trong họ Ichneumonidae.